# Tyven
Tyven är en sjö i Katrineholms kommun i Södermanland och ingår i Nyköpingsåns huvudavrinningsområde. Sjön har en area på 0,0872 kvadratkilometer och ligger 29 meter över havet. Sjön avvattnas av vattendraget Fimtaån.

## Delavrinningsområde
Tyven ingår i det delavrinningsområde (654298-153382) som SMHI kallar för Utloppet av Spetebysjön. Medelhöjden är 40 meter över havet och ytan är 26,36 kvadratkilometer. Det finns inga avrinningsområden uppströms utan avrinningsområdet är högsta punkten. Fimtaån som avvattnar avrinningsområdet har biflödesordning 5, vilket innebär att vattnet flödar genom totalt 5 vattendrag innan det når havet efter 60 kilometer. Avrinningsområdet består mestadels av skog (34 procent), öppen mark (14 procent) och jordbruk (42 procent). Avrinningsområdet har 0,79 kvadratkilometer vattenytor vilket ger det en sjöprocent på 3 procent. Bebyggelsen i området täcker en yta av 1,34 kvadratkilometer eller 5 procent av avrinningsområdet.